# 1999 CW118
1999 CW118, também escrito como 1999 CW118, é um objeto transnetuniano (TNO) que está localizado no cinturão de Kuiper, uma região do Sistema Solar. Este corpo celeste é classificado como um cubewano. Ele possui uma magnitude absoluta (H) de 7,8 e, tem um diâmetro estimado com cerca de 121 km, por isso é pouco provável que possa ser classificado como um planeta anão, devido ao seu tamanho relativamente pequeno.

## Descoberta
1999 CW118 foi descoberto no dia 10 de fevereiro de 1999 pelos astrônomos D. C. Jewitt, C. A. Trujillo e J. X. Luu.

## Órbita
A órbita de 1999 CW118 tem uma excentricidade de 0.000 e possui um semieixo maior de 43.455 UA. O seu periélio leva o mesmo a uma distância de 40.940 UA em relação ao Sol e seu afélio a 49.281.